# اونور بولوت
اونور بولوت (انگلیسی: Onur Bulut؛ زادهٔ ۱۶ آوریل ۱۹۹۴) بازیکن فوتبال اهل آلمان است.
از باشگاه‌هایی که در آن بازی کرده‌است می‌توان به باشگاه فوتبال بوخوم و باشگاه فوتبال فرایبورگ اشاره کرد.
وی همچنین در تیم ملی فوتبال Turkey U19 بازی کرده‌است.